# 지도 순찰대

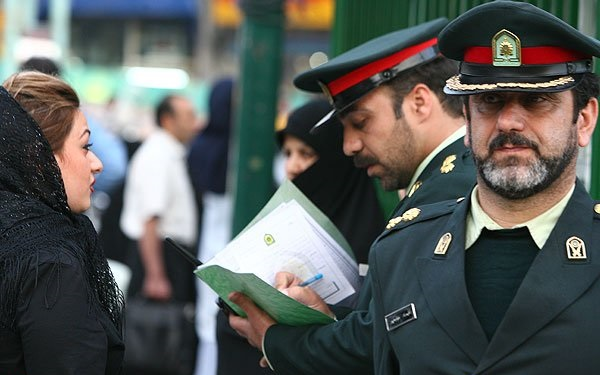
이란 시민의 복장을 계도하는 지도 순찰대.

지도 순찰대(페르시아어: گشت ارشاد 가쉬테 에르셔드 gašt-e eršād)는 이란의 이슬람 종교경찰이다. 도덕 경찰로 불리기도 한다. 이슬람 복장 규정을 위반한 사람을 체포하기 위해 2005년 만들어졌으며, 특히 여성의 히잡 착용을 단속한다.

## 역사
1979년 이란 이슬람 혁명 이후 이란은 법으로 여성들에게 히잡으로 머리카락과 목을 가릴 것을 강제했다. 초기에는 이슬람 혁명 위원회가 이슬람 종교경찰 역할을 하다가 2005년 지도 순찰대가 설립되었다.

## 같이 보기
- 권선징악부 (아프가니스탄)
- 마흐사 아미니